# Christoph Schwandt
Christoph Schwandt (* 2. September 1956 in Bad Homburg vor der Höhe; † 24. Dezember 2015 in Würzburg) war ein deutscher Autor und Dramaturg.

## Leben
Schwandt war als Dramaturg am Oldenburgischen Staatstheater, den Bühnen der Stadt Bonn, dem Theater & Philharmonie Essen, während der ersten drei Jahre der Ära Gerard Mortier (1992–94) bei den Salzburger Festspielen, sowie von 2002 bis 2009 als Chefdramaturg an der Oper Köln tätig. Zuletzt wohnte und wirkte er in Aschaffenburg, war dort auch politisch aktiv und hatte den Vorsitz des Aschaffenburger Mieterbunds inne.
In Buchform publizierte er Biografien der Komponisten Georges Bizet, Leoš Janáček, Giuseppe Verdi und Carl Maria von Weber sowie zahlreiche Texte in Sammelbänden. 
Schwandt übersetzte außerdem eine Reihe von Opernlibretti aus dem Italienischen für die Reihe der rororo-Opernbücher und für CD-Booklets. Gemeinsam mit Katharina Thalbach schrieb er das Libretto zu Torsten Raschs Oper Rotter (2008) nach dem gleichnamigen Stück von Thomas Brasch. Für den Rundfunk schuf Schwandt konzertante Bearbeitungen von Schauspielmusiken, darunter L’Arlésienne von Alphonse Daudet und Bizet.
Er verstarb am 24. Dezember 2015 in Würzburg.

## Schriften (Auswahl)
- "'Unaussprechlich, unbegriffen'. Indizien und Argumente aus Leben und Werk für die wahrscheinliche Homosexualität des Franz Peter Schubert." In: Franz Schubert "Todesmusik", Verlag edition text + kritik, 1997. (= Musik-Konzepte 97/98)
- Verdi. Eine Biographie, Frankfurt am Main, Leipzig, Insel 2000 (2. Auflage 2013). ISBN 3-458-35911-7
- Wilhelm Heinse: Tagebuch einer Reise nach Italien. Mit einem biogr. Essay von Almut Hüfler, hrsg. von Chr. Schwandt. Frankfurt am Main, Insel 2002. ISBN 3-458-34569-8
- Der Kölner Ring 2000-2004. Programmbuch der Oper Köln (Richard Wagner "Der Ring des Nibelungen", eine Fotodokumentation von Regina Minwegen. Hrsg. von Christoph Schwandt. Übers.: Rupert Burleigh), Köln, Dittrich 2003. ISBN 3-920862-55-4
- Oper in Köln – Von den Anfängen bis zur Gegenwart. Berlin, Dittrich 2007. ISBN 978-3-937717-21-0
- Leoš Janáček. Eine Biografie. Mainz, Schott 2009. ISBN 978-3-254-08412-5
- Georges Bizet. Eine Biografie. Mainz, Schott 2011. ISBN 3-254-08418-7
- Carl Maria von Weber in seiner Zeit. Eine Biografie. Mainz, Schott 2014. ISBN 978-3-7957-0820-7